# Marama Vahirua
Marama Vahirua (* 12. května 1980 Papeete Tahiti, Francouzská Polynésie) je tahitsko–francouzský fotbalový útočník, momentálně hrající za tahitský klub AS Pirae, kde zároveň dělá odborného vedoucího (technical director). Jeho bratrancem je bývalý tahitsko–francouzský fotbalista Pascal Vahirua (hrál mj. za AJ Auxerre).
S tahitskou reprezentací si zahrál na Konfederačním poháru FIFA 2013.

## Úspěchy
- FC Nantes
  - mistr Francie (2000/01)
  - vítěz francouzského poháru (1999, 2000)
  - vítěz francouzského superpoháru (1999, 2001)